# Empire Company
Empire Company Limited ist ein kanadischer Mischkonzern, der hauptsächlich im Lebensmitteleinzelhandel und in Unternehmensbeteiligungen tätig ist. Das 1963 von Frank H. Sobey gegründete Unternehmen hat seinen Hauptsitz in Stellarton, Nova Scotia, und ist Eigentümer der Supermarktkette Sobeys. Empire wird an der Toronto Stock Exchange gehandelt (TSX: EMP.A) notiert.

## Unternehmengrösse und Marktmacht
Im Jahr 2022 wurden mit etwa 131.000 Mitarbeitern rund 30.5 Milliarden C$ umgesetzt. Damit hatte der Konzern einen Anteil von 20 % am kanadischen Lebensmitteleinzelhandelsmarkt und lag auf Platz 2 hinter Loblaws (28 %) und vor Metro lnc (11 %). Zusammen mit den beiden nächstplatzierten Unternehmen Costco und Walmart werden so 76 % des Gesamtmarkts in Kanada beherrscht.

## Marken
Insgesamt besitzt das Unternehmen mehr als 1.500 Läden oder betreibt sie als Franchiseunternehmen; neben Sobeys gehören Safeway Canada, IGA, Foodland, Farm Boy, FreshCo, Thrifty Foods und Lawtons Drug zu den Marken. Weiterhin werden um die 350 Tankstellen mit angeschlossenen Sobeys-Märkten betrieben, von denen Anfang 2024 56 an Shell verkauft werden.